# 1823
| 1823               |
| ------------------ |
| Dødsfald - Fødsler |
| • Begivenheder     |

| Gregoriansk kalender | 1823 MDCCCXXIII         |
| Ab urbe condita      | 2576                    |
| Armensk kalender     | 1272 ԹՎ ՌՄՀԲ            |
| Kinesiske kalender   | 4519 – 4520 壬午 – 癸未 |
| Etiopisk kalender    | 1815 – 1816             |
| Jødisk kalender      | 5583 – 5584             |
| Hindukalendere       |                         |
| - Vikram Samvat      | 1878 – 1879             |
| - Shaka Samvat       | 1745 – 1746             |
| - Kali Yuga          | 4924 – 4925             |
| Iransk kalender      | 1201 – 1202             |
| Islamisk kalender    | 1239 – 1240             |

Året 1823 startede på en onsdag.
Konge i Danmark: Frederik 6. 1808-1839
Se også 1823 (tal)

## Begivenheder

### Udateret
- Som den største kreditor overtager staten Silkeborg Hovedgård med tilligende jorder på en tvangsauktion. Overkrigskommissær H.P. Ingerslev havde været gårdens eneejer siden 1805, men han måtte opgive den efter storstilede og kostbare projekter med anlæggelse af en træksti og uddybning af Gudenåen. Hovedgården kom herefter under administration af den kongelige godsinspektør

### Maj
- 1. maj - i England findes skelettet af en mammut

### September
- 10. september - Simon Bolivar udråbes som præsident i Peru og indleder kamp mod de kongetro styrker

### December
- 2. december – Monroe-doktrinen opkaldt efter den amerikanske præsident James Monroe bekendtgøres; den modsætter sig udenlandsk (europæisk) indblanding i amerikanske forhold.

## Født
- 3. januar – Robert Whitehead, engelsk ingeniør (død 1905).

## Dødsfald
- 18. maj – Friedrich Bury, tysk maler (født 1763).